# Khoratosuchus
Khoratosuchus – rodzaj krokodylomorfa z grupy Neosuchia żyjącego we wczesnej kredzie na obecnych terenach Azji. Został opisany w 2009 roku przez Laupraserta i współpracowników w oparciu o niekompletną czaszkę (NNRU-A 1803) pochodzącą z datowanych na apt lub alb osadów formacji Khok Kruat w Tajlandii. Mierzy ona 191 mm długości, jednak ocenienie całkowitej długości okazu jest trudne, gdyż nie zachowały się kości przedszczękowe ani fragmenty szczękowych. Khoratosuchus miał prawdopodobnie długi i smukły pysk, podniebienie wtórne położone stosunkowo z tyłu czaszki i otoczone kośćmi skrzydłowymi. Zęby znajdujące się w kościach szczękowych były homodontyczne. Według analizy filogenetycznej przeprowadzonej przez Laupraserta i współpracowników Khoratosuchus znajduje się na kladogramie w nierozwikłanej politomii wraz z Atoposauridae, Goniopholididae, Rugosuchus, Bernissartia, Eusuchia oraz formami długopyskimi, takimi jak Thalattosuchia i Pholidosauridae. Khoratosuchus przypomina chińskie i europejskie Neosuchia, co sugeruje bliskie pokrewieństwo pomiędzy wczesnokredowymi przedstawicielami Neosuchia z Chin, Europy i Azji Południowo-Wschodniej.
Nazwa Khoratosuchus pochodzi od Khorat, nieformalnej nazwy prowincji Nakhon Ratchasima, w której odkryto holotyp, oraz greckiego słowa souchos, oznaczającego krokodyla. Nazwa gatunkowa jintasakuli honoruje P. Jintasakula, który odnalazł holotyp i udostępnił skamieniałość do badań. Khoratosuchus jest czwartym – po Sunosuchus thailandicus, Goniopholis phuwiangensis i Siamosuchus phuphokensis – przedstawicielem Crocodyliformes, którego szczątki odkryto na terenie grupy Khorat.